# QCL
QCL (ang. Quantum Computing Language) – strukturalny kwantowy język programowania. Używany do tworzenia programów, zapisanych w algorytmach kwantowych. 
Język QCL powstał z zamysłem programowania komputerów kwantowych i optycznych. Został stworzony przez Bernharda Ömera na Politechnice Wiedeńskiej.
Język QCL jest nowym językiem i ma charakter badawczy. Pozwala symulować algorytmy kwantowe na klasycznych komputerach. 
Obecnie dostępna jest wersja języka QCL zaimplementowana w GNU/Linuksie i opublikowana na licencji GPL.